# Ходжакули Овлякули
Овлякули Довлетмурадович Ходжакулиев (29 августа 1959, Чарджоуский район, Чарджоуская область, Туркменская ССР) — советский и туркменский режиссёр и актёр.

## Личная жизнь
Из интервью 2007 года 

— Я родился в дехканской семье в маленьком туркменском селе недалеко от Чарджоу. Конечно, там жить и мечтать, и развиваться малышу гораздо сложнее, чем его сверстнику в большом городе и это откладывает определенный отпечаток.
Мои родители никакого отношения к театру не имели, потому что в нашем селе его просто не было, но зато с концертами иногда заезжали артисты, выступления которых были для меня великим праздником, и поэтому у меня с детских лет зародилась мечта пойти на сцену. После окончания школы я поступил в Ашхабадский культпросветтехникум, а затем уже в Ташкентский театрально-художественный институт.
Моя супруга Надира по профессии актриса. Она прошла со мной, как говорится, «огонь, воду и медные трубы», ведь я постоянно был в творческом поиске в театрах на всем постсоветском пространстве для осуществления своих постановок, но, практически, я с семьей никогда надолго не разлучался.

## Становление
Окончил режиссёрский факультет Ташкентского театрального института (1986 г.).
Занимался в творческой лаборатории под руководством М.Туманишвили (Тбилиси 1988-89 гг.).
Работал главным режиссёром Чарджоуского музыкально-драматического театра (1986-90 гг. Туркменистан).
Руководил театром-студией и Ашхабадским ТЮЗом (1991-93 гг.).
Основал ашхабадскую театральную группу «Awara» 1996
Работал в театрах Туркмении, Украины, Киргизии, Казахстана, России и Узбекистана.
Заслуженный деятель искусств Туркменистана.
С 1994 года живёт в Ташкенте.
Поставил более пятидесяти спектаклей: по произведениям У.Шекспира, О.Уальда, К. Абэ, Т.Манна, Еврипида, Г.Лорки, Тикамацу, А. Навои, Ф.Аттара, Софокла, Г. Э. Лессинга…
Поставленные им спектакли — «Женщина в песках» К.Абэ, «Иосиф и его братья» Т.Манна, «Король Лир» У.Шекспира, «Саломея» О.Уальда, «Самоубийство влюбленных…» М.Тикамацу, «Каин и Авель» Дж. Байрона и К.Донготарова, «Раксу Съамо» А.Навои — получили награды на международных театральных фестивалях в Польше, Германии, Финляндии, Италии, Франции, Турции.  (недоступная ссылка)

Мои творческие команды — это ансамбль «Омнибус», театр-студия «Эски Масжид», театр «Ильхом».
Из интервью 2009 г. 

## Фильмы
Фильм «Эдип». Сначала — в 2003 году — возник спектакль. За его основу была взята трагедия Софокла «Царь Эдип». Затем в 2004 году по этому же сценарию снят одноименный фильм. И та, и другая работы были Ходжакули осуществлены в Кыргызстане. За прошедшие три года фильм участвовал во многих фестивалях: «Святая Анна», «Кинофорум», «Киношок» (XIV Открытый фестиваль кино стран СНГ и стран Балтии сентябрь 2005, Анапа), а также был показан в Бишкеке, Алма-Ате, Душанбе и Ашхабаде.  (недоступная ссылка)
Документальный фильм «Плывущий против течения» — о создателе Нукусского музея изобразительного искусства И. Савицком, 2006.
«Международный Фестиваль современной музыки Ильхом ХХ», 2008.

## Музыкальные постановки
- Рэпши (Синтез двух жанров, современного рэпа и традиционных повествовательных форм (бахши)) Ташкент 2 апреля 2006 г., Навои 4 апреля 2006 г.
- Мавриги (Цикл народных песен бухарских иранцев), Ташкент, 23 — 24 января 2007 г. (https://centrasia.org/newsA.php?st=1171343040)
- Авангардная опера мексиканского композитора Виктора Расгадо «Кролик и Койот» , Ташкент, театр «Ильхом» , 22 октября 2008 г.
- «Жирау-Рок. XXI век» (соединение пения жирау (каракалпакские сказители героического эпоса (дастан), который исполняется особым «горловым» способом (жирлау) в сопровождении игры на традиционном каракалпакском музыкальном инструменте — кабузе) с рок-музыкой.) Государственная консерватории Узбекистана, Ташкент, 8 апреля 2009 г.

## Театральные постановки
Чарджоу (1986—1990)
- спектакль по пьесе Островского «Бешеные деньги».
- «Сделай что-нибудь, Мет» (Азиз Несин)
- Чингиз Айтматов («Пегий пес, бегущий краем моря»).

Ашхабад (1991—1994)
- «Стон пророков» Томаса Манна.
- «Женщина в песках» Кобо Абэ, 1988

Ташкент (1996—2018)
- «Самоубийство влюбленных на острове Небесных сетей» М. Тикамацу, Бишкек, 1996
- «Айвовые сны» Т. Зульфикарова, Русский Драматический театр им. М. Горького. г. Ташкент. 1998
- «Саломея» О. Уйльда, Театр «Ильхом», Ташкент, 1998 г.
- «Шафрановая сари» Харша, Театр «Эски Масжид»
- «Тайна китаянки» по мотивам произведений А. Навои «Семь планет»
- «Кровавая свадьба» Ф-Г. Лорки, Театр «Ильхом», Ташкент, 2002 г.
- «Раксу» Съамо по мотивам произведений А. Навои «Семь планет»
- «Барс Бек» киргизский эпос Бишкек
- «Каин и Авель» Дж. Байрона, Театр «Эски Масжид»
- «Эдип», 2003
- «Натан Мудрый» Г. Э. Лессинг, Узбекский национальный академический драматический театр, Ташкент, 2003, сентябрь  (недоступная ссылка), Молодежно-драматический театр «Тунгуч» — Бишкек, август 2006 года  (недоступная ссылка)
- «Король Лир», Академический театр им. Л.Курбаса, Украина, г. Львов, 2004

https://web.archive.org/web/20111122110500/http://n.kurbas.lviv.ua/theatricals/korol-lir
- «Язык птиц» А.Навои, Ташкент, 2005
- «Лалай-нанай» по трагикомедии «Винченцио де Преторе», Эдуардо де Филиппо, Театр «Эски Масжид», 23 сентября 2006, Карши  (недоступная ссылка)
- «Медея» Еврипид и Сенека, 2008
- «Вакханки», 2007
- «Веер» Гольдони, Театр оперетты, Ташкент, 2008 февраль,
- «Лейли и Маджнун» по поэме Алишера Навои в Ошском Государственном академическом узбекском музыкально-драматическом театре имени Бабура в 2008 год.
- «Женщина в одиночестве» по пьесе Дарио Фо и Франс Раме, 2008 октябрь
- «Король Лир», Национальная школа драмы (Нью-Дели, Индия), 2009
- «Гамлет», Театр «Ильхом», Ташкент, 2009
- «Привидения» по пьесе Генрика Ибсена, Театр «Ильхом», Ташкент, 2012
- «Заратустра от Ницше», Театр «Ильхом», Ташкент, 2012
- «Персы» Эсхил, Национальная школа драмы. г. Дели апрель 2013
- «To Kill Or Not To Kill» Еврипид, У. Шекспир, театр Aarnav Art Trust, Дели 2013
- «Каин» Дж. Байрон Национальная школа драмы. г. Дели февраль 2015
- «Вакханки» Еврипид, Музыкально-драматический театр г. Конибодом Таджикистан, май 2015
- «Медея — Изгой» Еврипид, Сенека, Х. Мюллер, театр «Орзу Артс», г. Лондон Великобритания, январь 2017
- «Маленький принц» С. Экзюпери театр Хамелеон г. Лондон Великобритания, март 2017
- «Гамлет-Шут» У. Шекспир театр Орзу Артс, г. Лондон Великобритания, июнь 2017
- «Красная и Белая Фрида» адаптация(по мотивам дневника Фриды Кало) и постоновка О. Ходжакули театр Орзу Артс, г. Лондон Великобритания, май 2018

## Театральные фестивали последних лет
- Пассаж, Франция, 2005, Театр «Эски Масжид», «Раксу Съамо»
- «Полицентраль» (Гамбург, Германия) международный театральный фестиваль, март 2006, Театр «Эски Масжид»
- Второй международный театральный фестиваль, Бишкек, Кыргызстан, «Язык птиц», 2006
- Международный фестиваль экспериментальных театров в Дели (Индия). 2007, Театр «Эски Масжид», «Медея»
- Пассаж, (Франция, Швейцария, Люксембург), май 2007, «Авара» , «Гамлет», «Король Лир»
- Хорватия, Загреб, 2007, «Авара» , «Король Лир»
- «Золотой лев-2008» Львов (Украина), 2008 октябрь IX Международный театральный фестиваль. Театр «Эски Масжид», «Медея»
- «Золотая маска», Москва, Россия, апрель 2009, театра-студии Театр «Эски Масжид», «Медея»,  (недоступная ссылка)
- «Золотой конек», Тюмень, Россия, Апрель 2009, Театр «Эски Масжид», Раксу Съамо", «Медея»

### Интервью с режиссёром
- http://cultureuz.net/theatre/ovliaguli/interview/interview.html (недоступная+ссылка)
- http://cultureuz.net/theatre/ovliaguli/interview/interview1.html (недоступная+ссылка)
- http://cultureuz.net/theatre/ovliaguli/interview/interview2.html (недоступная+ссылка)